# Radrennbahn von Roubaix

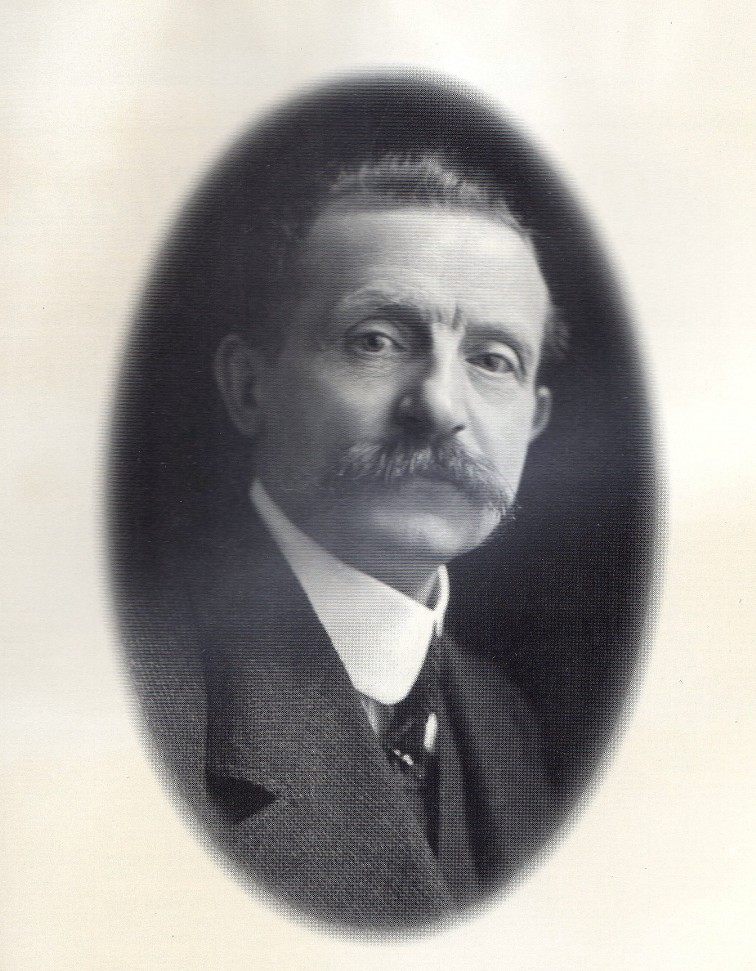
Theo Vienne war einer der Initiatoren der ersten Radrennbahn

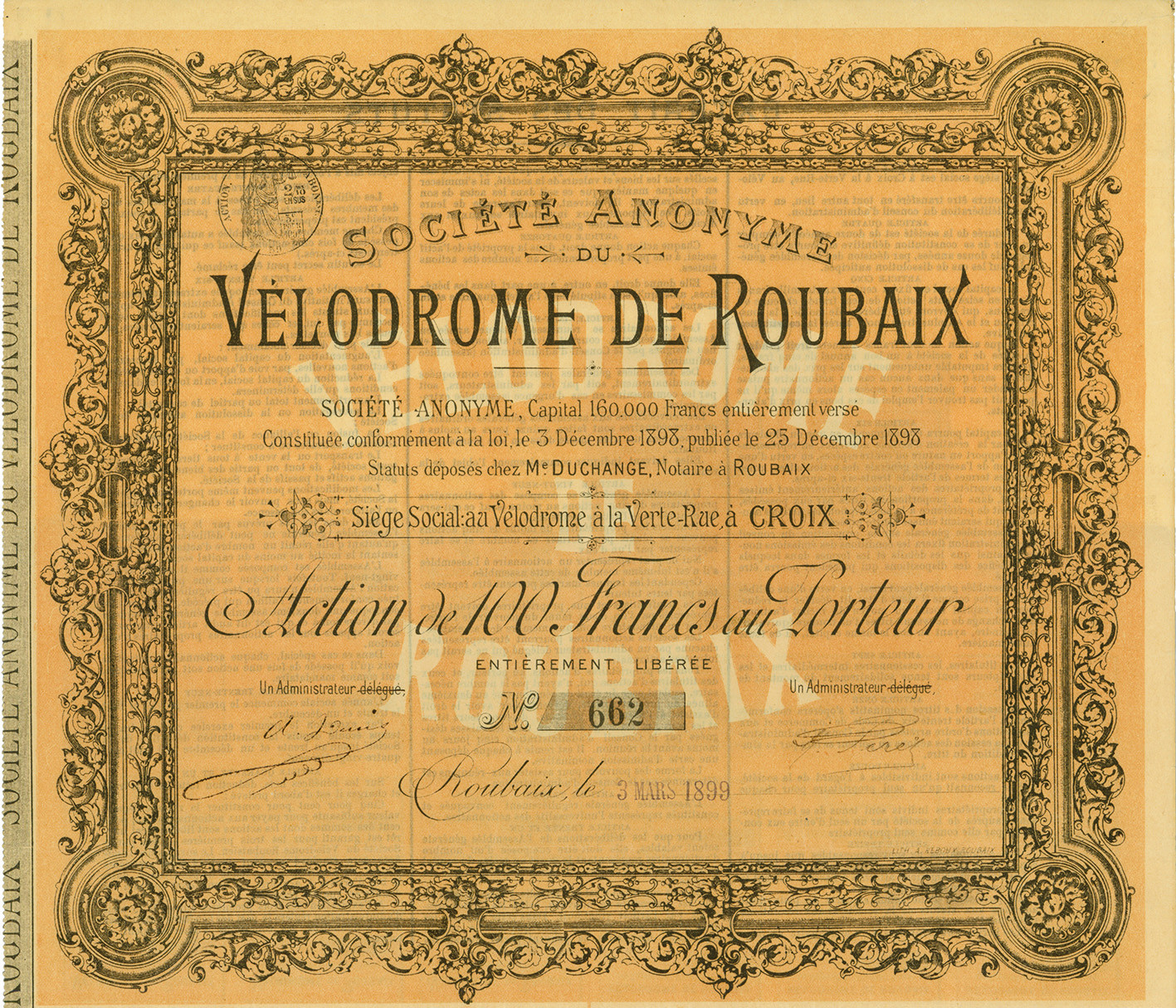
Aktie über 100 Francs der SA du Vélodrome de Roubaix vom 3. März 1899

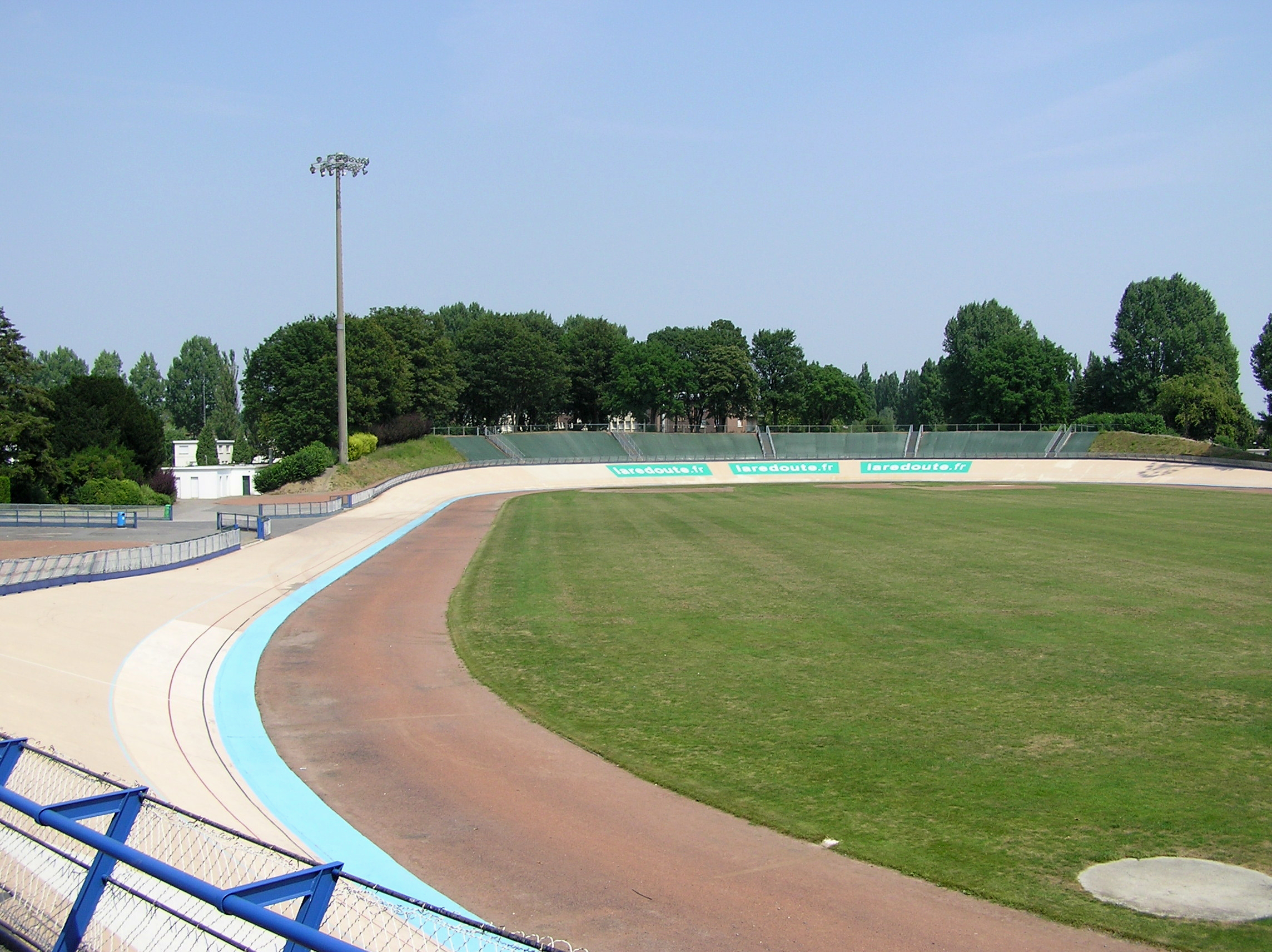
Die Radrennbahn von Roubaix

Die Radrennbahn von Roubaix (frz.: Le vélodrome de Roubaix, offizieller Name heute: Vélodrome André Pétrieux) ist eine Betonbahn im nordfranzösischen Roubaix, die besonders bekannt ist als Ziel des Straßenrennens Paris–Roubaix.

## Geschichte
Eine Vorläuferin der heutigen Radrennbahn von Roubaix, das „Vélodrome roubaisien“, wurde 1895 im Parc Barbieux errichtet und war in den folgenden Jahren Ort zahlreicher Bahnrennen wie der französischen Steher-Meisterschaften und des Bol d’Or. Zwei Unternehmer aus Roubaix, Theo Vienne und Maurice Pérez, hatten den Bau der 333,33 Meter langen Piste initiiert und schließlich auch die Idee, ein Rennen zu organisieren, das auf dieser Radrennbahn enden sollte: Paris-Roubaix. 1896 war die erste Austragung, die der Deutsche Josef Fischer gewann. 1910 wurde die Bahnfläche mit Holz ausgekleidet. Zu Beginn des Ersten Weltkriegs wurde die Bahn geschlossen und im Verlauf des Krieges von den Deutschen demontiert.
1909 wurde in Wattrelos, einem Vorort von Roubaix, eine zweite Radrennbahn errichtet, genannt „Velodrome des Trois Villes“, und am 25. Juli mit einem „Match“ zwischen Louis Darragon, Georges Parent und Georges Sérès sr. vor rund 10 000 Zuschauern eingeweiht. Die Bahn war 400 Meter lang, halboffen (Zuschauertribünen und Bahn waren überdacht) und laut den Worten von Tour-de-France-Begründer Henri Desgrange „unvergleichlich“. 1924 wurde diese Bahn abgerissen und an ihrer Stelle Wohnhäuser errichtet.
In Roubaix selbst wurde 1920 das „Stadion Jean Dubrulle“ errichtet und 1936 die heutige Radrennbahn, das Vélodrome André Pétrieux; sie befindet sich im „Parc des Sports“ von Roubaix. Seit 1943 ist sie wieder das Ziel von Paris-Roubaix, eine Tradition, die seit 1914 unterbrochen gewesen war (mit einer erneuten Unterbrechung von 1986 bis 1988). Die offene Bahn besteht aus Beton und ist 499,75 Meter lang.
Neben dieser offenen Radrennbahn entstand inzwischen eine moderne Halle mit Radrennbahn, das Vélodrome Couvert Régional Jean Stablinski.

## Heutige Nutzung

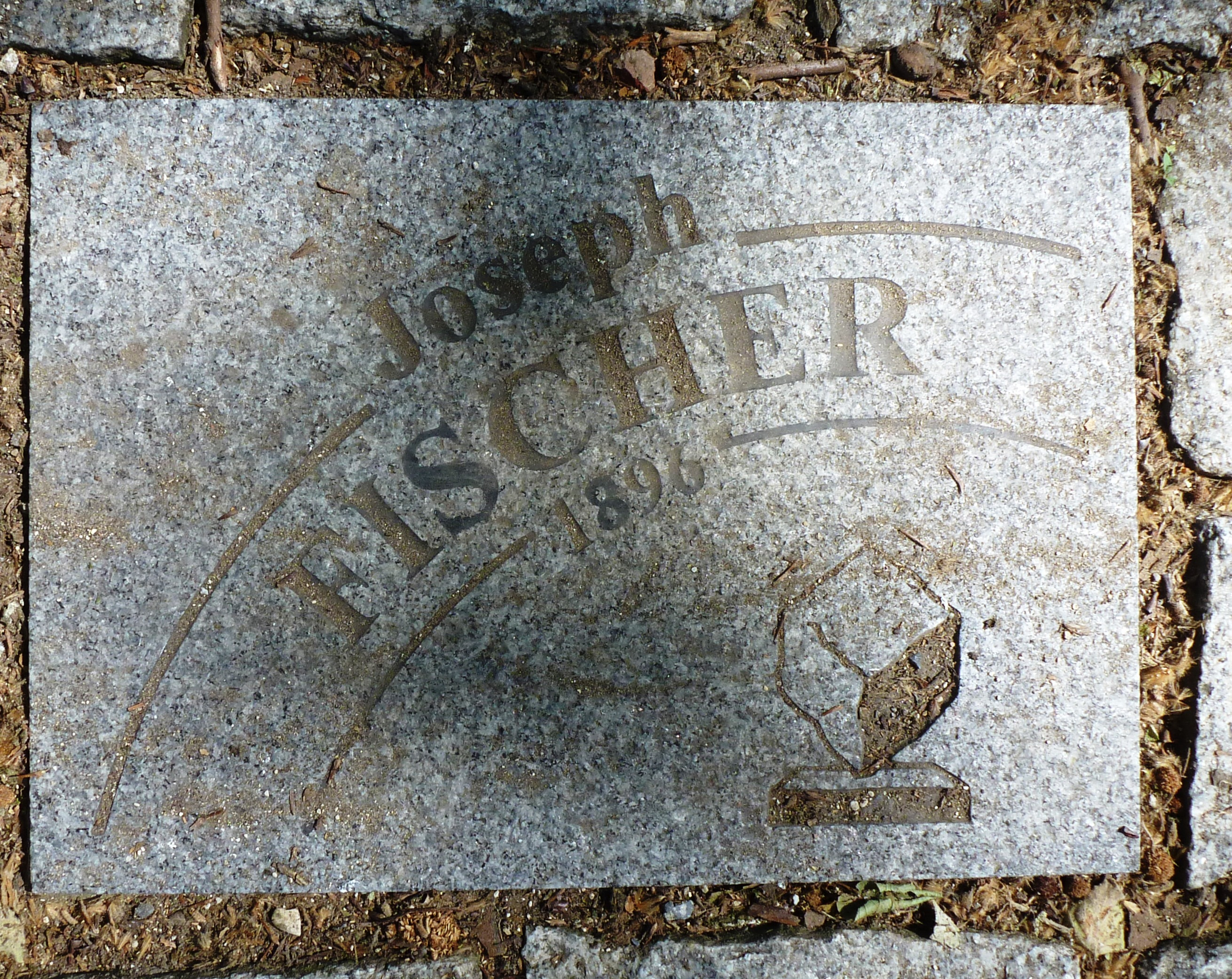
Der Pflasterstein für den ersten Sieger von Paris-Roubaix, Josef Fischer

Die Radrennbahn ist auch heute noch das Ziel von Paris-Roubaix. Zudem wurden dort mehrfach Französische Bahnmeisterschaften ausgetragen. 2009 war sie Teil des Cyclo Cross-Weltcups.
Im Innenraum werden auch Rugby-Spiele ausgetragen.
Die letzten 300 Meter vor dem Velodrom von Roubaix sind nach dem einzigen Paris-Roubaix-Sieger aus Roubaix, Charles Crupelandt, „Allée Charles Crupelandt“ benannt. Anlässlich des hundertjährigen Jubiläums des Rennens wurden im Jahre 1996 zwischen die dortigen Pflastersteine kleine Marmortafeln mit den Namen der bisherigen Sieger eingelassen.